# ماچئی یاخوفسکی
ماچئی یاخوفسکی (لهستانی: Maciej Jachowski؛ زادهٔ ۸ ژوئیهٔ ۱۹۷۷) بازیگر و خواننده اهل لهستان است. وی از سال ۲۰۰۶ میلادی تاکنون مشغول فعالیت بوده‌است.
از فیلم‌ها یا مجموعه‌های تلویزیونی که وی در آن‌ها نقش داشته‌است، می‌توان به پدر متیو، هتل ۵۲، دوستان، در خوشی و سختی، در خیابان سپولنی، ع چون عشق، رنگ‌های خوشبختی و مجرد اشاره نمود.